# 陡岗镇
陡岗镇，是中华人民共和国湖北省孝感市孝南区下辖的一个乡镇级行政单位。

## 行政区划
陡岗镇下辖以下地区：
三张村、万安村、郭山村、郭祠村、胜利村、罗河村、孙桥村、响水村、么湾村、陡岗村、里仁村、池庙村、沙畈村、红旗村、梦湖村、白莲村、新堤村、新河村、段湖村、王砦村、方桥村、袁畈村、朝阳村和袁湖村。